# Toni Merkens
Nikolaus Anton (Toni) Merkens (Keulen, 21 juni 1912 - Bad Wildbad, 20 juni 1944) was een Duits wielrenner.
Merkens werd in 1935 wereldkampioen op de sprint bij de amateurs, één jaar later werd Merkens in eigen land olympisch kampioen door in de finale de Nederlander Arie van Vliet te verslaan. Na zijn zege werd hij er door de Nederlandse ploeg van beschuldigd Van Vliet gehinderd te hebben. Maar in plaats van een diskwalificatie mocht Merkens zijn goud houden en kreeg hij enkel een boete van 100 mark.
Merkens overleed in 1944 aan zijn verwondingen opgelopen aan het Oostfront.

## Resultaten
| Jaar | WK     | Olympische Zomerspelen |
| ---- | ------ | ---------------------- |
| 1935 | sprint |                        |
| 1936 |        | sprint                 |

1896: Paul Masson ·
1900: Albert Taillandier ·
1920: Maurice Peeters ·
1924: Lucien Michard ·
1928: Roger Beaufrand ·
1932: Jacques van Egmond ·
1936: Toni Merkens ·
1948: Mario Ghella ·
1952: Enzo Sacchi ·
1956: Michel Rousseau ·
1960: Sante Gaiardoni ·
1964: Giovanni Pettenella ·
1968: Daniel Morelon ·
1972: Daniel Morelon ·
1976: Anton Tkáč ·
1980: Lutz Heßlich ·
1984: Mark Gorski ·
1988: Lutz Heßlich ·
1992: Jens Fiedler ·
1996: Jens Fiedler ·
2000: Marty Nothstein ·
2004: Ryan Bayley ·
2008: Chris Hoy · 
2012: Jason Kenny · 
2016: Jason Kenny · 
2020: Harrie Lavreysen · 
2024: Harrie Lavreysen
- Gemeinsame Normdatei: 1067158960
- Virtual International Authority File: 315073991